# Arent van Haersma (1645-1709)
Arent van Haersma of Arnoldus van Haersma (Oudega, 1645 - aldaar, 21 augustus 1709) was een Nederlandse bestuurder.

## Biografie
Van Haersma was een zoon van Aulus van Haersma (1611-1669) en Catharina van Scheltinga (1619-1652). Zijn vader was grietman van Smallingerland, maar deed in 1660 afstand van dit ambt ten gunste van zoon Arent. 
De familie Van Haersma was aanvankelijk woonachtig op de Oud Haersmastate ten oosten van de Sint-Agathakerk van Oudega. Vader Aulus kocht in 1646 een voormalige zathe van het klooster te Smalle Ee. Hier zou later voor zijn zoon Arent de nieuwe Groot Haersma State verrijzen tussen 1660 en 1666. Voor het verfraaien van het landgoed ging Arent in 1666 in overleg met betrokken boeren om de Hooiweg (Heawei) te verleggen. Deze state zou tot de verkoop in 1841 en de daaropvolgende afbraak de woning zijn van de grietman van Smallingerland.
Naast het grietmanschap bekleedde Van Haersma een aantal andere ambten. Zo was hij gecommitteerde bij Admiraliteit op de Maze, lid van Gedeputeerde Staten van Friesland en gecommitteerde in de Raad van State. In 1694 deed Van Haersma afstand van het ambt van grietman ten gunste van zijn zoon Aulus.

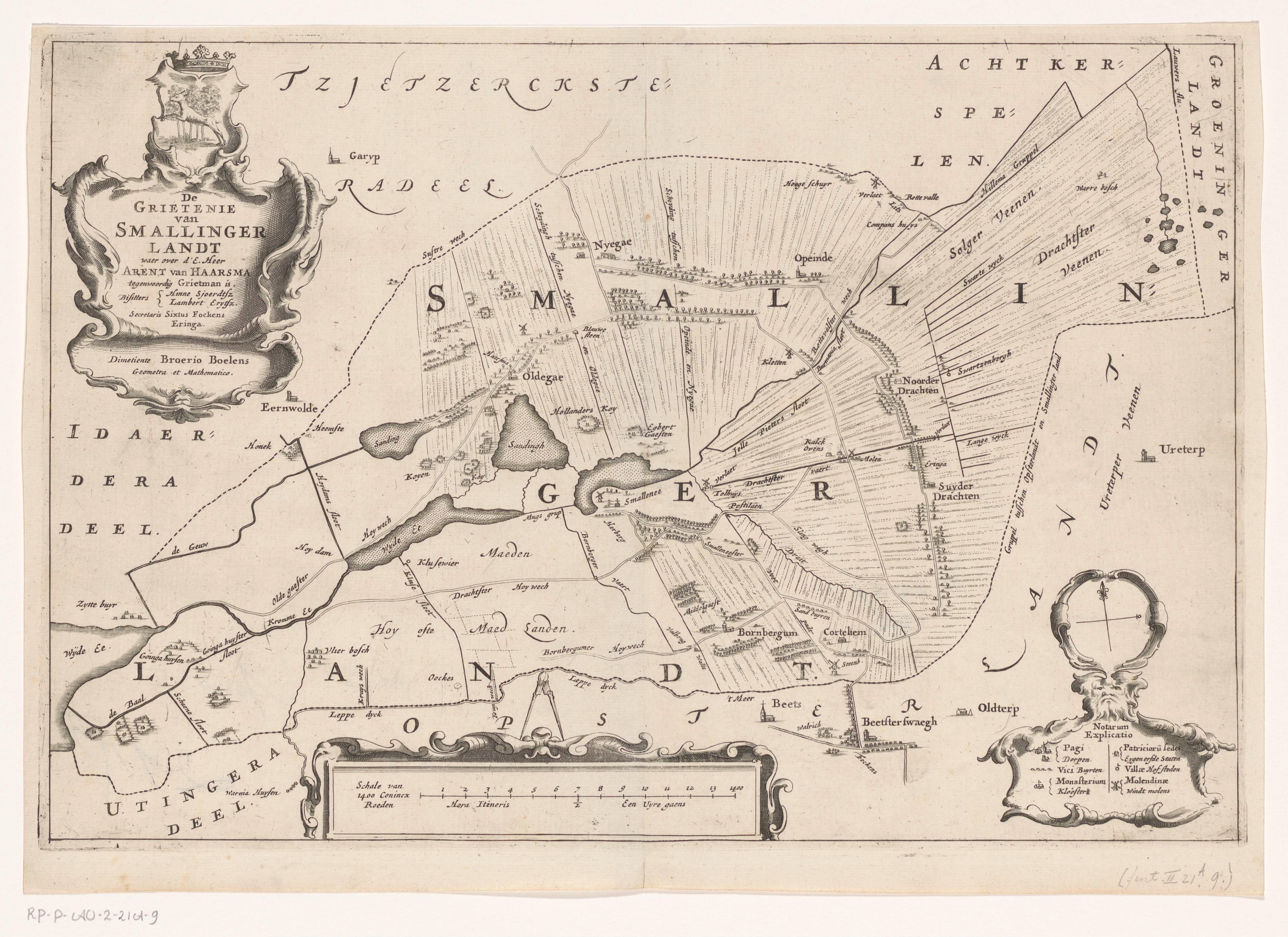
Kaart van de grietenij Smallingerland uit 1664 met linksboven in de cartouche "d'E. Heer Arent van Haarsma" vermeld als grietman.
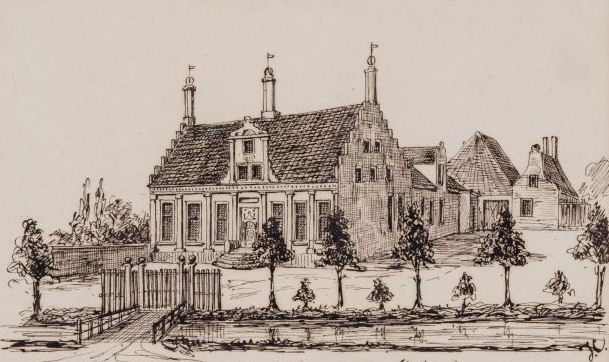
De Groot Haersma State in Oudega.

## Huwelijk en kinderen
Hij trouwde op 2 oktober 1664 te Goutum met Aurelia van Glinstra (1645-1707), dochter van rekenmeester Eelco van Glinstra en Lucia van Bouricius. Met haar kreeg hij vijf kinderen:
1. Catharina van Haersma (1666-1694), trouwde met mr. Hobbe Baerdt van Sminia, raadsheer en president-raadsheer van het gerechtshof van Friesland te Leeuwarden.
2. Eelco van Haersma (1667-1712), trouwde met Romelia van Scheltinga, dochter van Livius van Scheltinga (1632-1670), grietman van Achtkarspelen. Hij hertrouwde met Maria van Bosman, dochter van Cornelis van Bosman, secretaris van Oostdongeradeel. Eelco was grietman van Achtkarspelen.
3. Aulus van Haersma (1670-1717), trouwde met Anna van Scheltinga, dochter van Livius van Scheltinga (1632-1670), grietman van Achtkarspelen. Aulus volgde zijn vader op als grietman van Smallingerland.
4. Hector Livius van Haersma (1673-1720), trouwde met Titia van Bosman, dochter van Cornelis van Bosman, secretaris van Oostdongeradeel. Hector Livius was raad-ordinaris in het Hof van Friesland.
5. Houck van Haersma (1676-1728), trouwde met Cornelis van Scheltinga, zoon van Daniël de Blocq van Scheltinga, grietman van Schoterland. Cornelis was kolonel der infanterie.